# Ріхард Рісздорфер
Ріхард Рісздорфер  (словац. Richard Riszdorfer, 17 березня 1981) —  словацький веслувальник, олімпійський медаліст.

## Виступи на Олімпіадах
| Олімпіада   | Дисципліна                     | Місце |
| ----------- | ------------------------------ | ----- |
| Сідней 2000 | байдарка-четвірка, 1000 метрів | 4     |
| Афіни 2004  | байдарка-четвірка, 1000 метрів | 3     |
| Пекін 2008  | байдарка-четвірка, 1000 метрів | 2     |